# Фредерик Базил
Жан Фредерик Базил (на френски: Jean Frédéric Bazille) е френски художник импресионист. Много от основните творби на Базил са примери за живопис на фигури, в които той поставя човешката фигура в пейзаж, изобразена в пленер.

## Биография
Фредерик Базил е роден на 6 декември 1841 г. във френския град Монпелие (департамент Еро), в буржоазно протестантско семейство. Увлича се по живописта под въздействието на картините на Йожен Дьолакроа и Гюстав Курбе.
През 1859 г. започва да изучава Медицина. През 1862 г. пристига в Париж, за да продължи обучението си. Там среща Огюст Реноар, с когото дели едно ателие и започва да се занимава с изобразително изкуство. Твори заедно с Клод Моне и Алфред Сисле. По време на разходките си из Нормандия често рисуват на открито.
Базел е модел за картината на Едуард Мане „Закуска на тревата“. Базил подпомага финансово приятелите си художници.
През 1866 г. за първи път излага в Парижкия салон. През следващата година картините му са отхвърлени. През 1868 отново може да покаже една картина. Активният му творчески период трае около осем години, като създава около 60 платна. Пет са изложени в салона. Не е продал приживе нито една картина.
Базил е и любител на музиката. Обича музиката на Хектор Берлиоз, Рихард Вагнер, Лудвиг ван Бетовен и др.
От август 1870 служи в отряд на зуави по време на Френско-пруската война.
Художникът е убит на 28 ноември 1870 г. в боя под Бон ла Роланд в хода на Френско-пруската война.
Най-известната му творба, създадена през 1867 г., е „Семейно събиране“. Намира се в Музей д'Орсе. Други негови картини се намират в Лувъра, в Art Institute – Чикаго, в Musée Fabre – Монпелие и др.

## Основни произведения
- La Robe rose, (1864) – 147 x 110 cm, Musée d'Orsay, Paris
- Atelier de la rue Furstenberg, – 80 x 65 cm, Musée Fabre, Montpellier
- Aigues-Mortes, – 46 x 55 cm, Musée Fabre, Montpellier
- Autportrait, (1865) – 109x72 cm, Art Institute of Chicago
- Réunion de Famille, (1867) – 152 x 230 cm, Musée d'Orsay, Paris
- Le Pécheur à l'épervier, (1868) – 134 x 83 cm, Fondation Rau pour le tiers-monde, Zürich
- Vue de village, (1868) – 130 x 89 cm, Musée Fabre, Montpellier
- Scène d'été, 1869 – 158 x 158 cm, Cambridge, Harvard University
- La Toilette, (1870) – 132 x 127 cm., Musée Fabre, Montpellier
- L'Atelier de la rue Condamine, (1870) – 98 x 128.5 cm, Musée d'Orsay, Paris
- Paysage au bord du Lez, (1870) – 137.8 x 202.5 cm, The Minneapolis Institute of Arts, Minneapolis

## Галерия
- Пиер-Огюст Реноар, Фредерик Базил рисува чапла
- Автопортрет, недатиран
- Автопортрет, 1865 – 1866, масло върху платно, Институт по изкуствата в Чикаго
- Розовата рокля, 1864, Музей Орсе
- Портрет на Реноар, 1867, Музей Орсе
- Малкият градинар, ок. 1866 – 67, Музей за изящни изкуства в Хюстън
- Натюрморт с риба, ок. 1866 – 67
- Ег Морт, 1867
- Семейно събиране, ок. 1867, Музей Орсе
- Натюрморт с чапла, 1867
- Рибар с мрежа, 1868
- Цветя, 1868
- Портрет на Пол Верлен, 1868, Художествен музей на Далас
- Сцена от лятото, 1869,
- Портрет на Едмон Метр, 1869
- Paysage au bord du Lez, 1870, Художествен институт на Минеаполис

## За него
- Pitman, Dianne W. (1998). Bazille: Purity, Pose and Painting in the 1860s. University Park: Penn State University Press. ISBN 978-0-271-01700-6
- Rosenblum, Robert (1989). Paintings in the Musée d'Orsay. New York: Stewart, Tabori & Chang. ISBN 1-55670-099-7